# كارول هنري
كارول هنري (بالإنجليزية: Carol Henry)‏ هي مصورة أمريكية، ولدت في 1960.